# Allium koenigianum
Allium koenigianum är en amaryllisväxtart som beskrevs av Aleksandr Alfonsovitj Grossgejm. Allium koenigianum ingår i släktet lökar, och familjen amaryllisväxter. Inga underarter finns listade i Catalogue of Life.